# Peeter Arumaa
Peeter Arumaa (bis 1927: Peeter Blaubrück; * 10. Oktober 1900 in Põltsamaa; † 21. Juni 1982 in Stockholm) war ein estnischer Sprachwissenschaftler, Indogermanist und Polyglott. Seine Schwerpunkte waren slawische Sprachen und Litauisch. Dr. phil. (1934).
Peeter Arumaa studierte von 1921 bis 1927 an der Universität Tartu. Dort arbeitete er dann von 1934 bis 1944 als Professor für indogermanische und slawische Sprachen. Mit Boris Prawdin und Johann Veski war er ein Mitarbeiter für das große russisch-estnische Wörterbuch. Seit 1944 (er floh vor dem erneuten Einmarsch von Sowjettruppen) lebte er in der Emigration in Schweden. Seit 1950 arbeitete er an der Universität Stockholm als Professor für slawische Sprachen. Sein Schwerpunkt war aber die Geschichte von der litauischen Sprache.
In seiner positiven Rezension zu Arumaas Urslavische Grammatik, 1964, betont R. Auty, dass sich Arumaa eindeutig dafür aussprach, dass die baltischen und slawischen Sprachen sprachhistorisch einmal eine gemeinsame Gruppe bildeten.

## Schriften
- Untersuchungen zur Geschichte der litauischen Pronomina (1933)
- Urslavische Grammatik (3 Bände, 1964–83, Heidelberg)

## Belege
1. ↑  https://archive.ph/20140721024524/http://svenskuppslagsbok.se/scans/band_unknown_01/0447_0448-0096.jpg
2. ↑  R. Auty: Review of "Urslavische Grammatik. Einführung in das vergleichende Studium der slavischen Sprachen". In: The Slavonic and East European Review. Band 44, Nr. 102, 1966, JSTOR:4205720.

| Personendaten    | Personendaten                                                 |
| ---------------- | ------------------------------------------------------------- |
| NAME             | Arumaa, Peeter                                                |
| KURZBESCHREIBUNG | estnischer Sprachwissenschaftler, Indogermanist und Polyglott |
| GEBURTSDATUM     | 10. Oktober 1900                                              |
| GEBURTSORT       | Põltsamaa                                                     |
| STERBEDATUM      | 21. Juni 1982                                                 |
| STERBEORT        | Stockholm                                                     |